# Iver Mathæussen
Konrad Eleasar Iver Mathæussen (* 1. März 1869 in Narsaq bei Nuuk; † unbekannt) war ein grönländischer Landesrat.

## Leben
Iver Mathæussen war der Sohn des Jägers Josias Raphael Morten Benjamin Mathæussen (1846–?) und seiner Frau Benigne (1849–?). Wie sein Vater war er Jäger in Narsaq. Von 1917 bis 1922 saß er für eine Legislaturperiode im südgrönländischen Landesrat.